# 傲嬌

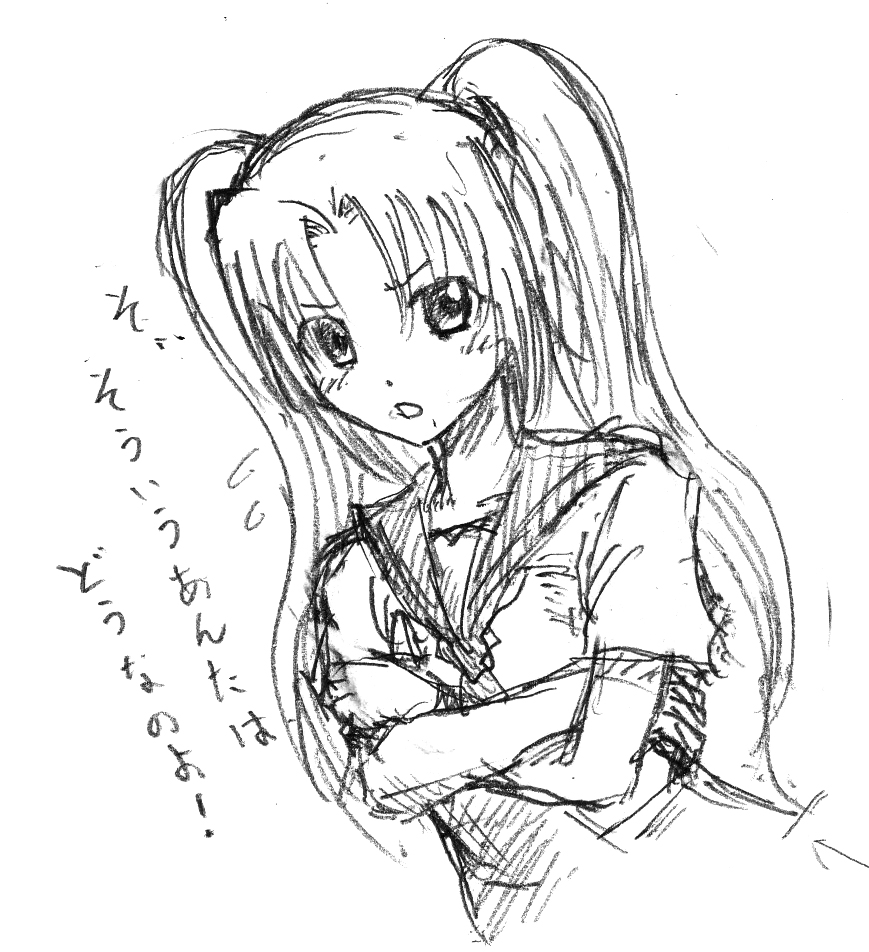
傲娇角色的典型形象。

傲嬌（日语：ツンデレ，又称嬌蠻或嗔羞、認生）是日本大眾文學中的一種角色原型或其行為特質，在人际关系中，最初的性格会呈现两极分化的样子或人物：具有过度善意态度——温暖、温柔和生气态度——冷漠、暴躁、喜怒无常两种性质，随着时间的推移，逐渐表现出温暖友好的一面。
此詞發源於日本ACG界，在御宅族文化裡視為一種萌的類型；並逐漸延伸使用至大眾媒體。

## 詞源
源於日本動漫術語。此日语本字合成自日文拟声表感叠词和：
- ，原指物體尖銳，指人竪起一身刺，難以親近，引申為是帶刺的态度，包含以冷淡、冷漠、故意挑毛病等行为表现。中文讀法为「嗔」（Chēn），日文读音也近似「嗔」。
- 的意思是害羞，害臊脸红（照れる），指羞澀、刻意討好，類似中文的「羞答答」。

取兩者合成的譯作「傲嬌」，就專指人口是心非，以敵意掩飾自己的不知所措，對人事物明明有好感，偏要拒諸門外。这两种情感表现未必有内外前后之别，也可能同时出现。

## 起源
日語的這個詞語在ACG界約於2000年左右出現。
「傲嬌」這個共通印象的形成，與以下作品有關：
- 1997年推出的美少女遊戲《To Heart》中的保科智子，從原本緊閉心房的帶刺態度，慢慢地與主角融洽起來。另外在1998年的《ONE～光輝的季節～》中登場的七瀨留美，從蠻橫態度到嬌羞少女的轉變而大受歡迎。七瀨留美和後繼作《Kanon》的澤渡真琴並稱為「雙馬尾系」，對後來的《願此刻永恆》大空寺亞由（大空寺あゆ）與《秋櫻之空》佐久間晴姬的人物設計也造成不小的影響。
- 2000年，《Canvas ～茶色的主题～》的櫻塚戀，以「不坦率」的性格博得人氣。
- 2001年，《願此刻永恆》、《秋櫻之空》相繼發表，《願此刻永恆》大空寺亞由為大小姐，《秋櫻之空》佐久間晴姬為損友，為「傲嬌般的（ツンデレ的な）」角色下了定義。

2002年8月29日，在投稿到的文章裡，首次出現以形容大空寺亞由，並且在同掲示板上將本語縮短為後用以形容佐久間晴姬。
Comiket的參與者市川浩一認為福星小子裡的拉姆既是第一個萌角色也是第一個傲嬌角色。另一種說法是君望的大空寺あゆ。
日本著名女聲優釘宮理惠也因為經常為傲嬌的角色配音而被媒體封為「傲嬌女王」。
聲優青山由香理因常為成人遊戲配音傲嬌角色也被封為「傲嬌之神」，甚至有粉絲將她與釘宮並稱「表裡雙嬌」。

## 衍生用法
（  ）和（  ）則是對擁有這個屬性的人的稱呼。另外，多半用來稱呼喜愛這個屬性的人，而非擁有這個屬性的人。
從2006年左右開始有產生傲嬌原詞的派生語（為方便稱謂，暫時稱其為「怒傲嬌」），引據日本語俗語詞典可知：
怒傲嬌是傲嬌的派生語，和傲嬌一樣，指平時有點神經的、有些帶刺的女生到了和男生2個人在一起的時候變得害羞起來的特質。但是在被男生的「原來你也有挺可愛的一面呢」之類的話語刺激之后，如果變得靦腆就繼續保持傲嬌之稱。若是吼著“笨蛋”逃開則被稱為「怒傲嬌」。
此外亦有衍生的「傲沉」（ツンしゅん），指作出帶刺的行為後，會因為厭惡自己無法坦率起來，變得情緒低落或苦惱的類型。
「雙馬尾」（ツインテール）與「傲嬌」兩詞的日語發音相近，所以傲嬌女性角色的髮型常被設定為雙馬尾，尤其是金髮雙馬尾。
“口嫌体正直”为“（嘴上说不，身体反应倒是很诚实嘛）”的汉字缩写，意思为人物虽然嘴上说讨厌或予以否定某种行为，但自身已经做出了所讨厌或否定的行为，一般也作为“傲娇”性格的体现。最早出现于台湾，之后流传到中国大陆，甚至日本。

## 外部連結
- http://d.hatena.ne.jp/keyword/%A5%C4%A5%F3%A5%C7%A5%EC （页面存档备份，存于） （日語）
- http://www013.upp.so-net.ne.jp/gon/tundere/top.html （页面存档备份，存于） （日語）
- KomicaWiki條目 （中文）
- 萌娘百科：傲娇 （页面存档备份，存于） （中文）